# Pamalayan (Cisewu)
Pamalayan is een bestuurslaag in het regentschap Garut van de provincie West-Java, Indonesië. Pamalayan telt 6729 inwoners (volkstelling 2010).